# فرد اولان ری
فرد اولان ری (انگلیسی: Fred Olen Ray؛ زادهٔ ۱۰ سپتامبر ۱۹۵۴) یک فیلم‌نامه‌نویس، تهیه‌کننده، و کارگردان اهل ایالات متحده آمریکا است.